# Liberia ai Giochi della XXII Olimpiade
La Liberia partecipò ai Giochi della XXII Olimpiade, svoltisi a Mosca, Unione Sovietica, dal 19 luglio al 3 agosto 1980, con una delegazione di 7 atleti impegnati in una disciplina. Tuttavia si ritirò dopo la cerimonia di apertura, senza partecipare alle competizioni.